# Preußisches Ministerium für Volkswohlfahrt

Symbolbild – Signet des Preußischen Ministerium für Volkswohlfahrt – Ehrengabe aus Bronze für besondere Verdienste

Das preußische Ministerium für Volkswohlfahrt wurde nach der Novemberrevolution 1919 neu gegründet und 1932 aufgelöst.

## Aufgaben
Seine Aufgaben waren die eines Sozialministeriums. Es fasste verschiedene bislang auf fünf Ministerien verteilte Aufgabenbereiche zusammen. Dazu gehörten die Abteilungen für Volksgesundheit, Wohnungs- und Siedlungswesen, Jugendwohlfahrt und allgemeine Fürsorge. Der Sitz des Ministeriums war das Gebäude des ehemaligen preußischen Herrenhauses.
Der Umfang und Vielfalt der Aufgaben des neuen Ministeriums war so groß, dass sie nur mit der des Innenministeriums vergleichbar waren. Da die Gesetzgebungskompetenz in diesem Bereich allerdings hauptsächlich beim Reich lag, war das neue preußische Ministerium in erster Linie eine Instanz zur Umsetzung der Beschlüsse auf Reichsebene. Im Ministerium selbst wurden daneben noch einige Gesetze erarbeitet, um bestimmte reichsrechtliche Vorgaben zu erfüllen. In den ersten Jahren nach der Gründung war die Beseitigung von Wohnungsnot, die durch das Zurückgehen des Wohnungsbaus während des Krieges entstanden war, im Vordergrund.
Die Finanznot des Staates führte dann ausgerechnet während der Weltwirtschaftskrise dazu, dass das Ministerium nach dem Preußenschlag 1932 aufgelöst wurde.

## Minister
| Name                              | Amtsantritt | Amtsaustritt | Partei  |
| --------------------------------- | ----------- | ------------ | ------- |
| Adam Stegerwald                   | 1919        | 1921         | Zentrum |
| Heinrich Hirtsiefer               | 1921        | 1932         | Zentrum |
| Adolf Scheidt als Reichskommissar | 1932        | 1932         |         |